# Neàpolis de Palestina
Neàpolis (grec antic: Νεάπολις) era una ciutat de Palestina considerada la mateixa que la Sequem de l'Antic Testament.
A la divisió de la terra va correspondre a la tribu d'Efraïm. Eusebi de Cesarea i Jeroni d'Estridó situen Sequem als suburbis de Neàpolis. Se suposa que mentre l'antiga ciutat de Sequem va caure en decadència, la nova, Neàpolis, va anar creixent i urbanitzant-se. A l'Evangeli segons Joan se l'anomena Sichar (Σιχάρ). Plini el Vell diu que aquesta Neàpolis abans es deia Mamortha.
Era una ciutat dels levites i una de les tres ciutats de refugi a l'oest del Jordà. Josuè va reunir aquí l'assemblea nacional poc abans de la seva mort; aquí els sequemites havien fet rei a Abimelec, fill de Gideon el vencedor dels madianites, i aquí els israelites es van reunir per fer rei a Roboam. El nom grec de Neàpolis l'hauria agafat en lloc del de Sequem durant l'època selèucida.
Correspon a la moderna Nablús.